# قراق‌لی‌جک
قراق‌لی‌جک (به لاتین: Kyraghlydzhek) یک منطقه مسکونی در جمهوری آذربایجان است که در شهرستان قوسار واقع شده است.